# Cyclosa pentatuberculata
Cyclosa pentatuberculata är en spindelart som beskrevs av Yin, Zhu och Wang 1995. Cyclosa pentatuberculata ingår i släktet Cyclosa och familjen hjulspindlar. Inga underarter finns listade i Catalogue of Life.